# Jakowlew Jak-26
Die Jakowlew Jak-26 (russisch Яковлев Як-26, NATO-Codename „Flashlight-B“) war ein sowjetischer Bomber aus der zweiten Hälfte der 1950er Jahre. Aufgrund schlechter Leistungen wurde nur eine kleine Anzahl gebaut.

## Entwicklung
Alexander Jakowlew entwickelte die Jak-26 als Überschallbomber, der die Jak-25 ersetzen sollte. So wurde 1955 als Parallelentwurf zum Abfangjäger Jak-121, der späteren Jak-27, der Prototyp Jak-123 entwickelt. Er war mit zwei unter den Flügeln in Gondeln befindlichen RD-9AK-Triebwerken ausgerüstet, verfügte über einen spitz zulaufenden, teilweise verglasten Rumpfbug und erhielt das Bodenradar PSBN-M. Er war so ausgelegt, dass die Beförderung einer konventionellen 1200-kg-Atombombe RDS-4 möglich war. Am 25. Juni 1956 begann die Jak-123, mit einer gelben 50 versehen, die Flugerprobung, in deren Verlauf sie in 10.600 Metern Höhe eine Geschwindigkeit von 1.230 km/h und eine Gipfelhöhe von 16.000 Metern erreichte. Im selben Jahr wurde sie zusammen mit der Jak-121 auf der Tuschinoer Luftparade der Öffentlichkeit vorgestellt und erhielt dort von NATO-Beobachtern, die sie fälschlicherweise für einen Abfangjäger hielten, die Codebezeichnung „Flashlight-B“.
Neben einer Zelle, die nur für Bruchversuche am Boden genutzt wurde, entstand noch ein zweiter als Jak-26-3 bezeichneter Prototyp (gelbe 54). Er erhielt zwei verbesserte, mit Nachbrennern ausgestattete RD-9F-Triebwerke und als Radar das RYM-S. Optisch unterschied er sich von der Jak-123 durch die fehlende, durch das PSBN-M verursachte Ausbeulung unter der Pilotenkabine. Außerdem erhielt er im Heck eine ferngesteuerte, horizontal und vertikal um 15° schwenkbare 23-mm-Maschinenkanone Afanasjew-Makarow AM-23 mit 100 Schuss. Sie war beim Bau der Jak-123 noch nicht verfügbar gewesen und wurde darum erst in der Jak-26-3 verwendet. Später erhielt Prototyp Nr. 1 ebenfalls die AM-23. Die Offensivbewaffnung umfasste Bomben oder ungelenkte Raketen an Unterflügelaufhängungen oder vier nach unten gerichtete 23-mm-Schnellfeuerkanonen im Rumpf. Die Jak-26-3 wurde mehrfach modifiziert, so wurden etwa die vier Grenzschichtzäune entfernt.
Schließlich entstand eine Vorserie von zehn Maschinen, die den Luftstreitkräften zur Erprobung überlassen wurden. Sie konnten die Erwartungen nicht erfüllen und erhielten negative Beurteilungen, worauf ein Produktionsstopp verfügt wurde. Jakowlew überarbeitete die Jak-123 noch einmal, rüstete sie nun auch von RD-9AK- auf RD-9F-Antriebe um, optimierte die Bugverglasung und entfernte die als wenig effektiv eingestufte Heckkanone. An deren Stelle erhielt das nun als Jak-26-1 bezeichnete Flugzeug einen Bremsschirm. Zwar konnten bei den folgenden Tests erheblich bessere Leistungen erflogen werden, aber da sich das mit dem stärkeren Triebwerk R-11A-300 ausgestattete Nachfolgemodell Jak-129 – Prototyp der späteren Jak-28 – bereits in der Entwicklung befand, brach man das Projekt letztendlich ab.
Basierend auf der Jak-25R entstand noch der taktische Aufklärer Jak-122 mit verschiedener Kameraausrüstung in Rumpf und Bug. Auch er wurde anfangs mit zwei RD-9AK erprobt und erhielt später RD-9F. Er wurde zum Ausgangsmuster für die Aufklärungsversion Jak-27R.

## Technische Daten
| Kenngröße             | Jak-26-3                                                       |
| --------------------- | -------------------------------------------------------------- |
| Besatzung             | 2 (Pilot und Navigator/Bombenschütze)                          |
| Spannweite            | 10,96 m                                                        |
| Länge                 | 17,16 m                                                        |
| Höhe                  | k. A.                                                          |
| Flügelfläche          | 28,94 m²                                                       |
| Leermasse             | 7295 kg                                                        |
| Startmasse            | 11.500 kg                                                      |
| Triebwerke            | zwei TL Tumanski RD-9F                                         |
| Leistung              | je 2750 kp ohne Nachbrenner je 3800 kp mit Nachbrenner         |
| Höchstgeschwindigkeit | 1400 km/h                                                      |
| Gipfelhöhe            | 16.800 m                                                       |
| Reichweite            | 2400 km                                                        |
| Bewaffnung            | eine 23-mm-Maschinenkanone AM-23 im Heck bis zu 2000 kg Bomben |